# Gerhard Roßbach
Gerhard Roßbach (ur. 28 lutego 1893 w Krzywinie, zm. 30 sierpnia 1967 w Hamburgu) – niemiecki wojskowy i dowódca paramilitarnych formacji Freikorps.

## Życiorys

### I wojna światowa
Wykształcenie wojskowe zdobył w Głównej Szkole Kadetów w Berlinie-Lichterfelde. Podczas I wojny światowej walczył początkowo na terenie Prus Wschodnich i Rosji. Następnie ukończył kurs obsługi broni maszynowej i po zakończeniu operacji na froncie rosyjskim w 1915 został przeniesiony do Francji. Ranny w pierś pod koniec wojny.

### Freikorps Roßbach

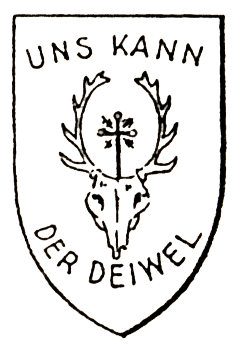
Emblem Freikorps Roßbach

Po wojnie, 27 listopada 1918 założył oddział Sturmabteilung Roßbach w celu obrony zagrożonych granic Prus Zachodnich. W październiku 1919 poprowadził liczący 1200 żołnierzy oddział na Łotwę, aby wesprzeć Freikorpsy wycofujące się z terenów nadbałtyckich. Oddział Roßbacha został oficjalnie rozwiązany przez władze pruskie 28 stycznia 1920, jednak jego członkowie pozostawali w ścisłym kontakcie w ramach tzw. Roßbach-Arbeitsgemeinschaften i wsparli puczystów podczas puczu Kappa-Lüttwitza (1920). Dawny oddział Roßbacha został wówczas wcielony do tymczasowej Reichswehry jako 37 batalion piechoty. 
Zaraz po przewrocie, rząd Rzeszy wysłał oddział Roßbacha do tłumienia powstania górników w Zagłębiu Ruhry. Po krwawej rozprawie z powstańcami, oddział ponownie rozwiązano, a jego członkowie nadal pozostawali w ścisłym kontakcie. Wiosną 1921 pojechali na Górny Śląsk tłumić III powstanie śląskie – w okresie tym doszło do radykalizacji ideologicznej członków oddziału Roßbacha (np. rozprzestrzeniał się antysemityzm), którzy dopuszczali się samosądów (niem. Fememorde) na rzekomych zdrajcach (dokładna liczba mordów nie jest znana – w relacjach świadków mowa jest a setkach a nawet tysiącach). W związku z tym generał Hans von Seeckt (1866–1936) domagał się ostatecznego rozwiązania Freikorpsów. Rząd Rzeszy rozwiązał Freikorpsy decyzją z 21 listopada 1921. Członkowie oddziału Roßbacha ponownie wycofali się do Roßbach-Arbeitsgemeinschaften. 

### Pucz monachijski
Sam Roßbach wkrótce wstąpił do NSDAP i w 1922 otrzymał od Adolfa Hitlera zlecenie rozbudowy struktur partyjnych poza terenem Bawarii. Jednak planowane przez Roßbacha założenie berlińskiej NSDAP nie doszło do skutku, ponieważ 15 listopada 1922 władze Prus zdelegalizowały NSDAP na terenie całych Prus. 
10 lutego 1923 Roßbach wstąpił do Niemieckiej Ludowej Partii Wolności (niem. Deutschvölkische Freiheitspartei, DVFP). W marcu 1923 został aresztowany pod zarzutem przygotowywania zamachu stanu, jednak zwolniony z aresztu ze względu na brak zagrożenia ucieczką. Roßbach niezwłocznie udał się do Bawarii, gdzie nie dosięgał pruski wymiar sprawiedliwości. Jego dawni żołnierze założyli nowy batalion Roßbacha pod szyldem monachijskiej SA pod dowództwem Edmunda Heinesa (1897–1934). Roßbach zaangażował się w przygotowywania puczu monachijskiego – 8 listopada 1923 stworzył nowy oddział SA uformowany z kadetów oficerskiej szkoły piechoty, który poprowadził do Bürgerbräukeller. Dnia następnego policja krajowa udaremniła jednak przejęcie siedziby komisarza Bawarii przy Maximilianstrasse. Roßbach uczestniczył jeszcze w marszu w kierunku monachijskiej Feldherrnhalle (niem. Marsch auf die Feldherrnhalle) przy Odeonsplatz, gdzie przemarsz został krwawo wstrzymany przez policję. Po klęsce puczu uciekł do Austrii a jego organizacja została zdelegalizowana przez komisarza Bawarii Gustava von Kahra (1862–1934). 

### Koniec kariery
Na emigracji w Salzburgu Roßbach założył młodzieżową organizację obronną Schill-Jugend. Po amnestii wrócił do Niemiec i próbował ponownie zainteresować młodzież uczestnictwem w swoich organizacjach (np. Bund Ekkehard), nigdy jednak nie udało mu się odbudować swojej pozycji z lat 1919–1923. Od 1934 pracował jako agent ubezpieczeń. Po II wojnie światowej angażował się w organizację festiwali wagnerowskich w Bayreuth. 

## Znaczenie
W organizacjach Roßbacha karierę zaczynało wielu nazistów, m.in. dowódca monachijskiego SA Edmund Heines, generał SS Martin Bormann, dowódca niemieckiej Ordnungspolizei Kurt Daluege, poseł do Reichstagu (1932–1934) i przywódca SA na Brandenburgię Karl Ernst, poseł do Reichstagu (1933–1944) i prezydent berlińskiej policji (1935–1944) Wolf-Heinrich von Helldorf czy późniejszy komendant niemieckiego obozu koncentracyjnego Auschwitz-Birkenau Rudolf Hoess. 

## Publikacje
- Mein Weg durch die Zeit: Erinnerungen und Bekenntnisse, Schmidt in Komm., 1950